# Hard Core Logo
Pour plus de détails, voir Fiche technique et Distribution.
Hard Core Logo est un faux documentaire canadien réalisé en 1996 par Bruce McDonald, sur un scenario de Noel Baker. Il s'agit d'une adaptation d'un livre de Michael Turner portant le même nom. Le sujet est le punk rock. Certains ont comparé ce film à une version punk de Spinal Tap. Le chanteur Joe Dick est interprété par Hugh Dillon, alors chanteur du groupe rock The Headstones. Le guitariste (Callum Keith Rennie) se nomme Billy Tallent, nom repris par Billy Talent, un groupe de punk rock auparavant appelé Pezz.

## Synopsis
Le film raconte l'histoire d'une équipe documentaire qui suit la réunion de Hard Core Logo, un groupe de punk rock autrefois très populaire. Le leader Joe Dick réunit le groupe, apparemment pour un concert de charité contre les armes à feu, après avoir appris que Bucky Haight, légende du punk canadien et mentor personnel, avait été abattu. Le groupe commence sa tournée à Vancouver et parcourt des milliers de kilomètres vers l'est, le long de la Transcanadienne, jusqu'à Winnipeg, puis vers le nord-ouest, le long de la Yellowhead Highway, jusqu'à Edmonton.
En chemin, les sombres secrets du groupe sont révélés ; cependant, pendant qu'ils voyagent, ils continuent d'ignorer la noirceur de chacun. Le bassiste John Oxenberger perd ses médicaments contre la schizophrénie et perd peu à peu la raison. Le guitariste Billy Tallent découvre qu'en partant en tournée, il perd sa place dans le groupe américain de rock Jenifur et, par là même, sa seule chance de devenir célèbre. Le groupe s'arrête dans la propriété isolée de Bucky Haight et découvre qu'il n'a jamais été abattu et que Joe a inventé le mensonge afin de réunir le groupe. Le groupe et l'équipe du documentaire prennent de l'acide et sont victimes d'hallucinations. Bucky reproche à Joe de s'être servi de lui pour réunir le groupe.
À Edmonton, Tallent apprend qu'il a une autre occasion de rejoindre définitivement Jenifur. Joe l'apprend par l'équipe de tournage et attaque ensuite Billy sur scène. Dick détruit la Fender Stratocaster de Tallent, offerte par Haight, et le groupe se sépare.
Dans la scène finale, Joe Dick boit avec les membres de l'équipe du documentaire, puis se tire soudainement une balle dans la tête. 

## Fiche technique
- Titre : Hard Core Logo
- Réalisation : Bruce McDonald
- Scénario : Noel S. Baker (d'après le livre de Michael Turner)
- Musique : Schaun Tozer
- Photographie : Danny Nowak
- Montage : Reginald Harkema
- Production : Brian Dennis, Christine Haebler
- Société de production :  Terminal City Pictures, Shadow Shows, Ed Festus Productions, Téléfilm Canada, British Columbia Film, TiMe Medienvertriebs, CITY-TV, Everest Pictures
- Pays :  Canada
- Genre : Comédie dramatique et film musical
- Durée : 92 minutes
- Dates de sortie : 
  -  Canada : 25 octobre 1996

## Distribution
- Hugh Dillon : Joe Dick / Joseph Mulgrew
- Callum Keith Rennie : Billy Tallent / William Boisy
- John Pyper-Ferguson : John Oxenberger
- Bernie Coulson : Pipefitter
- Julian Richings : Bucky Haight
- [orrine Koslo : Laura Cromartie
- Joey Ramone : lui-même

## Production
McDonald a grandi sur la scène punk rock de Vancouver à la fin des années 1970 et au début des années 1980 et a été attiré par le livre de Michael Turner sur les musiciens vieillissants. Lors d'une interview, McDonald déclare : « Ce que j'ai trouvé vraiment intéressant, c'est de savoir où en est le film 15 ans plus tard, et ce que font ces gars maintenant ». Il venait de sortir du film Dance Me Outside, acclamé par la critique, et ses amis l'ont averti de ne pas se répéter en réalisant un autre road-movie. Cependant, McDonald ne voyait pas Logo comme une répétition des films précédents : « Dans les autres films, ils (les anti-héros de Roadkill et Highway 61) parcourent la route et rencontrent une personne cinglée, et des choses se produisent. Ici, on se retrouve avec les mêmes personnes tout au long du film - et ce sont elles les cinglés ! ».
McDonald persuade Dillon de faire le film : Il se disait « Wow, et si le film était nul, je perdrais tous les fans du groupe, je perdrais toute ma crédibilité ! ». Le réalisateur auditionne 200 acteurs pour le rôle, mais revenait sans cesse vers le musicien. Dillon se souvient que « dès qu'il m'a donné la liberté de rendre le scénario plus crédible, j'ai été intéressé. Bruce m'a permis d'apporter ma contribution créative et c'est ce qui en a fait une pièce spéciale pour moi ». Dillon s'est beaucoup inspiré de ses propres expériences de vie dans un groupe.
La musique du groupe fictif est écrite par Michael Turner, arrangée et produite par Peter J. Moore, et interprétée par Hugh Dillon et le groupe Swamp Baby. 